# May Britt Lagesen

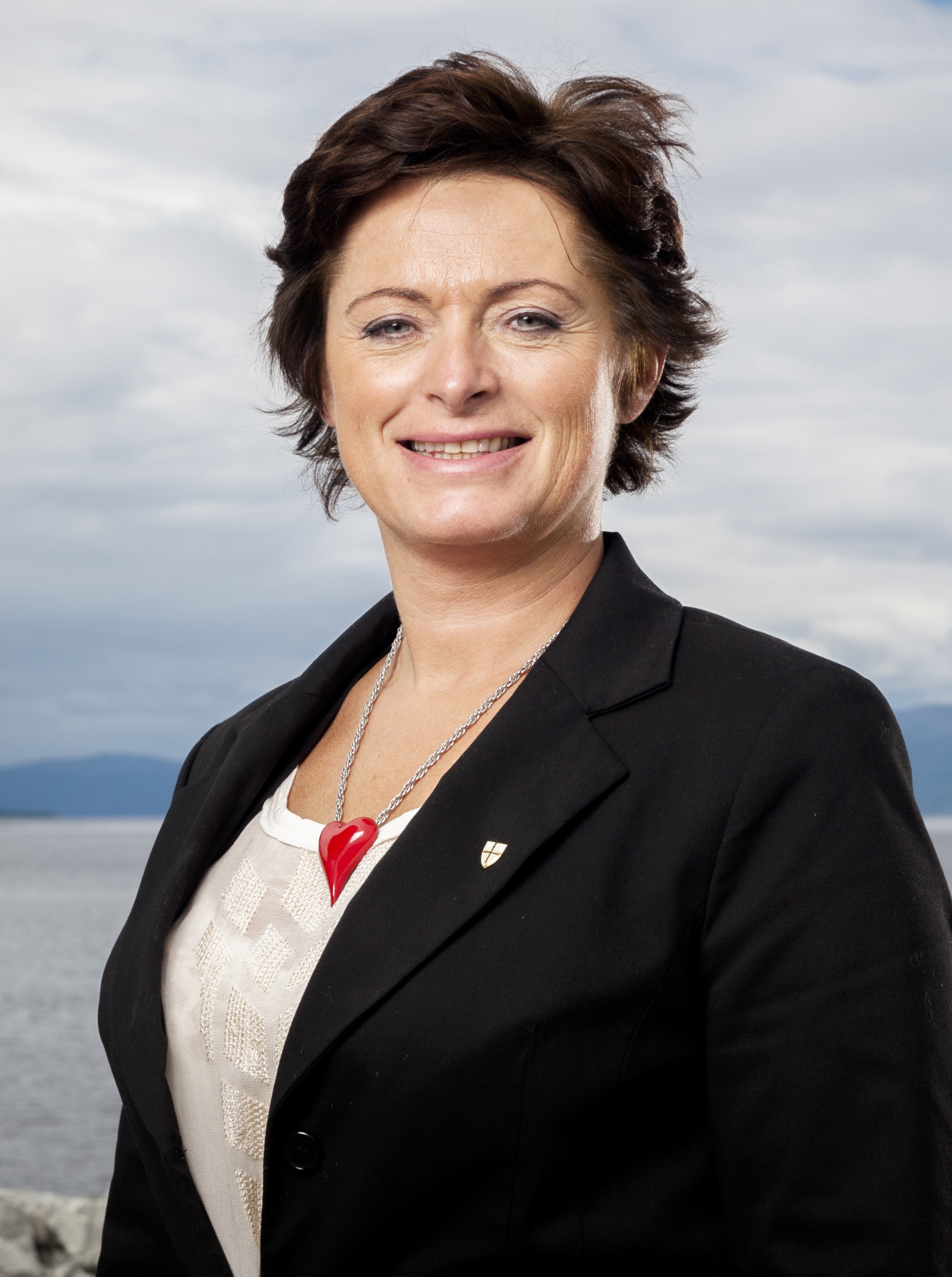
May Britt Lagesen, 2013

May Britt Lagesen (* 18. Februar 1971) ist eine norwegische Politikerin der sozialdemokratischen Partei Arbeiderpartiet (Ap). Seit 2021 ist sie Abgeordnete im Storting. Von 2013 bis 2019 war sie Fylkesråd in Nord-Trøndelag.

## Leben
Lagesen stammt aus Steinkjer und studierte Kinderschutzpädagogik an der Høgskolen i Sør-Trøndelag und der Nord Universität. Zwischen 2003 und 2015 saß sie im Kommunalparlament von Steinkjer. In der Zeit von 2011 bis 2013 fungierte sie als stellvertretende Bürgermeisterin. Von 2013 bis 2019 war sie Fylkesråd im damaligen Fylke Nord-Trøndelag. Bei der Fylkestingswahl 2019 wurde sie in das Fylkesting von Trøndelag gewählt.
Lagesen zog bei den Parlamentswahlen 2013, 2017 und 2021 jeweils nicht direkt in das norwegische Nationalparlament Storting ein. Sie wurde stattdessen Vararepresentantin, also mögliche Ersatzabgeordnete, für den Wahlkreis Nord-Trøndelag. Seit Oktober 2021 vertritt sie ihre Parteikollegin Ingvild Kjerkol, die aufgrund ihrer Regierungsmitgliedschaft ihr Stortingsmandat ruhen lassen muss. Lagesen wurde Mitglied im Finanzausschuss. Im Oktober 2023 wechselte sie während der laufenden Legislaturperiode in den Energie- und Umweltausschuss.